# Galois/Counter Mode
Pour les articles homonymes, voir GCM.
Galois/Counter Mode (GCM) est un mode d'opération de chiffrement par bloc en cryptographie symétrique. Il est relativement répandu en raison de son efficacité et de ses performances. Les débits de GCM sur des canaux de communication haut débit peuvent être effectués avec des ressources matérielles raisonnables.
C'est un algorithme de chiffrement authentifié conçu pour fournir à la fois l'intégrité et l'authenticité des données, ainsi que la confidentialité. Le chiffrement utilisé est basé sur un compteur (mode CTR) dans lequel la multiplication entre le compteur et la clef de 128 bits est effectuée dans le corps fini F2[X] / < X128 + X7 + X2 + X + 1 >.
GCM est défini pour les chiffrements par bloc avec des tailles de bloc de 128 bits. Le code d'authentification du message de Galois — en anglais : Galois Message Authentication Code (GMAC) — est une variante limitée à l'authentification de GCM qui peut être utilisée comme code de message d'authentification incrémental. GCM et GMAC acceptent tous deux des vecteurs d'initialisation de longueur arbitraire.
La norme IEEE 802.1AE utilise cet algorithme, couplé avec Advanced Encryption Standard (AES).